# Sonny Bill Williams
Pour les articles homonymes, voir Williams.

a Compétitions nationales et continentales officielles uniquement.

b Matchs officiels uniquement.
Dernière mise à jour le 24 juin 2020.
Sonny William Williams, plus connu sous le nom de Sonny Bill Williams ou ses initiales SBW, né le 3 août 1985 à Auckland, est un joueur de rugby à XIII, à XV et  à sept international néo-zélandais. Il est connu pour avoir joué aux trois formes de rugby qui existent, au cours d'une carrière discontinue mais marquée par plusieurs succès notamment avec les All Blacks.
Williams se fait connaître d’abord en rugby à XIII où il évolue comme deuxième ligne pendant huit saisons, réparties lors de trois périodes différentes. Il dispute d’abord la National Rugby League (NRL) avec les Canterbury-Bankstown Bulldogs (2004-2008), entrecoupé par un premier passage en rugby à XV, puis les Sydney Roosters (2013-2014) accumulant 12 sélections pour la Nouvelle-Zélande. Il est désigné recrue de l'année en 2004 et joueur international de l'année en 2013. Après un second passage à XV, il effectue deux dernières piges à XIII en 2020 d’abord aux Wolfpack de Toronto en Super League, avant de revenir aux Sydney Roosters.
Sa première expérience en rugby à XV a lieu en France au RC Toulon (2008-2010). Il repart ensuite en Nouvelle-Zélande où il joue comme centre avec Canterbury, puis avec les Crusaders et les Chiefs, remportant le Super Rugby en 2012. Après une pige d’un an au Japon, il revient ultérieurement au rugby à XV et achève sa carrière aux Counties Manukau et chez les Blues. Avec les All Blacks, il compte 58 sélections (entre 2010 et 2019) et fait partie des équipes qui remportent consécutivement les Coupes du monde 2011 et 2015. Joueur puissant et rapide, il est un redoutable plaqueur et un attaquant doté d'une bonne technique individuelle et apprécié pour ses nombreuses passes après contact.
De plus, il joue également en rugby à sept pour la Nouvelle-Zélande, participant aux World Rugby Sevens Series 2015-2016 et aux Jeux olympiques de 2016. Il prend sa retraite définitive des trois pratiques en mars 2021.
En parallèle du rugby, Sonny Bill Williams est également boxeur professionnel (10 combats, 9 victoires pour une défaite). Il a été champion en catégorie poids lourds de la New Zealand Professional Boxing Association (NZPBA) et champion international des poids lourds de la World Boxing Association (WBA), mais a été déchu de ses titres faute de les avoir défendu à temps.

## Carrière de rugby

### Première carrière en rugby à XIII
Williams commence à jouer à un haut niveau rugbystique à partir de l'année 2001 où il participe à la S.G. Ball Cup, le championnat australien de rugby à XIII des moins de 18 ans. Williams est par ailleurs nommé joueur de l'année de ce championnat. En 2002, il monte rapidement les échelons et devient rapidement un joueur de premier rang pour les Canterbury Bulldogs en participant à la Jersey Flegg Cup, le championnat australien de rugby à XIII des moins de 20 ans. L'année suivante, en 2003, Williams continue sa fulgurante carrière de treiziste en Premier League, le championnat réserve de la prestigieuse National Rugby League (NRL). Il y gagne une place indiscutable de titulaire.
En 2004, à seulement 18 ans il fait ses débuts en NRL contre les Parramatta Eels au Telstra Stadium. Durant cette année il est sélectionné pour représenter son pays après seulement une poignée de matches joués en NRL. Le 23 avril il fait ses débuts avec la Nouvelle-Zélande contre l'Australie pour le fameux ANZAC Test contre l'Australie. Il disputera en 2004 15 matches de NRL et devient ainsi un joueur incontournable de l'équipe. Sa courte expérience du haut niveau et son ascension incroyable finissent par convaincre les entraîneurs de placer Williams sur le banc pour la grande finale de NRL. Les Bulldogs remportent la finale 16 à 13 face à l'équipe des Sydney Roosters. Williams clôt de façon exceptionnelle une première saison en NRL. Il est nommé pour le Dally M Rookie of the Year Award, le trophée du meilleur débutant en NRL de l'année.
Le contrat de Williams arrivant à terme celui-ci reçut plusieurs offres dont une du club anglais de Saint-Helens d'un montant de 3 millions de dollars. Bien qu'alléchante, Williams refusa cette offre au motif qu'il préférait rester fidèle au club et prolongea pour deux ans avec les Bulldogs. Quelques mois plus tard des révélations vinrent faire éclater un scandale. Saint-Helens et son président Eamonn McManus n'avaient fait aucune offre à Williams. Le joueur et son agent avaient menti afin de faire monter les enchères.
Après avoir fait des débuts fracassants en NRL, Williams a fait une saison 2005 décevante. Une grave blessure au genou ainsi que plusieurs autres mineures permirent à Williams de jouer seulement cinq matchs de NRL durant cette année 2005. Il manqua également plusieurs matchs internationaux pour la Nouvelle-Zélande cette année-là. Williams a eu une année rugbystique 2006 en dents de scie. Il ne fut également pas épargné par les blessures et joua tout de même 21 matches de NRL en inscrivant 8 essais. Il échoua de peu à la finale de la NRL en perdant les demi-finales avec son club de toujours, les Bulldogs, face aux Brisbane Broncos. Cette année, comme en 2005, il ne put participer aux Tri-Nations avec les Kiwis toujours à cause de blessures récurrentes.
À peine quatre minutes après son premier match de la saison 2007 en NRL, Williams fut expulsé pour un plaquage haut sur Andrew Johns. Durant toute l'année 2007 le futur rugbystique de Williams fut le fait de spéculations incessantes dans la presse écrite en Australie. La spéculation a pris fin lorsque Williams a resigné avec les Bulldogs le 9 mars 2007 pour un contrat de cinq ans estimé à une valeur de plus de 2,5 millions de dollars courant jusqu'à 2012. Williams a joué jusqu'en 2008 au rugby à XIII pour le club des Canterbury Bulldogs. Il a représenté son pays la Nouvelle-Zélande à sept reprises au sein des Kiwis, l'équipe nationale néo-zélandaise de rugby à XIII.

### Carrière en rugby à XV

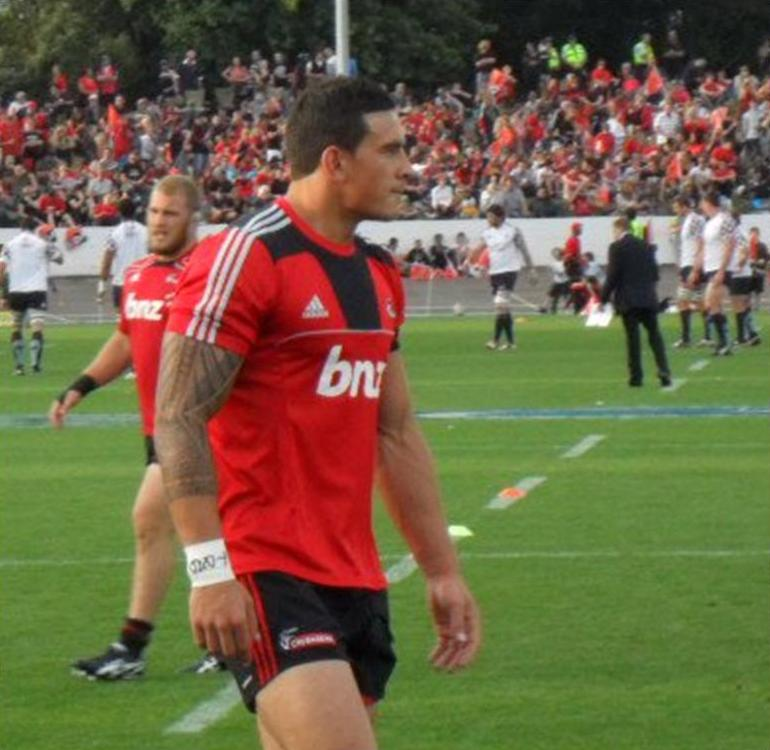
Williams joue pour les Crusaders en 2011

En 2008, il passe à XV et signe un contrat d'un an avec le Rugby club toulonnais avec une année supplémentaire en option. Son départ d'Australie et son passage au rugby à XV, a fait grand bruit sur l'île-continent, au point qu'il fut élu l'homme le plus détesté d'Australie en 2008, devançant le terroriste de Bali, Amrozi bin Nurhasyim. Pour son premier match de Top 14, il inscrit un essai quelques minutes après être entré en jeu à la place d'Olivier Grimaud, qui venait de se blesser, contre l'ASM Clermont Auvergne. En mars 2009, il renouvelle pour un an son contrat avec le Rugby club toulonnais. La saison suivante « SBW » manque le début du championnat à cause d'une blessure récurrente au genou mais dès son retour il devient titulaire jusqu'à la fin de la saison au centre avec Mafelio Kefu. En demi-finale face à l'ASM Clermont Auvergne (futur champion) il marque un essai en fin de match mais ne peut éviter la défaite de son club en prolongation (29-35 ap). Il joue son dernier match avec Toulon au Stade Vélodrome de Marseille contre les Cardiff Blues en finale du Challenge européen. Sur une attaque partie des 22 mètres toulonnais et après deux temps de jeu, Sonny Bill Williams traverse la défense au centre du terrain en effaçant deux adversaires pour inscrire un essai peu avant la mi-temps,. Les Gallois remportent toutefois la rencontre sur le score de 28 à 21. À la fin de la saison, il retourne en Nouvelle-Zélande, refusant un renouvellement de contrat avec Toulon – la presse néo-zélandaise avançant une proposition d'un contrat de cinq millions de dollars pour une durée de trois ans, contre une offre de 454 000 dollars sur dix-huit mois par la fédération néo-zélandaise,.
Parallèlement, il se lance dans la boxe anglaise et s'entraîne à Toulon dans la salle dirigée par Alain Ruocco. Il gagne son premier combat officiel en Australie devant une salle comble face à Gary Gurr, et permet ainsi à une association caritative anti-drogue de remporter 50 000 $.
En 2009, il est sélectionné pour disputer en juin de la même année un match à Sydney avec les Barbarians, face aux Wallabies, rencontre remportée par les Australiens sur le score de 55 à 7. Sonny Bill Williams rejoint l'équipe des Crusaders en Nouvelle-Zélande en 2010. Wayne Smith, adjoint de Graham Henry, entraîneur des All Blacks, rend visite fin mars 2009 au joueur d'origine samoane et néo-zélandaise, vraisemblablement afin de discuter d'un futur éventuel au sein des All Blacks, avec la Coupe du monde 2011 en ligne de mire.
Le 9 juillet 2012, Sonny Bill Williams annonça qu'il prendra part dans le cadre d'un contrat conclu avec les Panasonic wild knights, à la saison 2012-2013 (31 août - 27 janvier) de la Top League, division d'élite du Rugby à XV japonais.

### Deuxième carrière en rugby à XIII
En novembre 2012, le club de NRL des Sydney Roosters confirme avoir signé un contrat d'un an avec Sonny Bill Williams. Son ancien coéquipier des Canterbury Bulldogs , Hazem El Masri, critiquant alors vivement ce choix, déclarant que Sonny Bill Williams ne devrait se voir autoriser à rejoueur en NRL après son départ controversé au Rugby club toulonnais en 2008. Ce contrat est finalement approuvé en décembre par Ian Schubert, qui devait s'assurer de la conformité aux contraintes du salary cap.
Il dispute son premier match avec Sydney le 7 mars 2013 face à South Sydney Rabbitohs, rencontre perdue sur le score de 28 à 10, Sonny Bill Williams inscrivant un essai. Cette rencontre se dispute à l'Allianz Stadium devant 35 952 spectateurs, ce qui constitue un record de NRL pour un match de la première journée. Il inscrit ensuite des essais face à Parramatta Eels, puis deux contre son ancienne franchise des Bulldogs lors d'une victoire 38 à 0, un contre Penrith Panthers, les New Zealand Warriors et les Newcastle Knights. Il est ensuite suspendu deux matchs pour un placage dangereux à l'épaule. Une victoire 24 à 12 face à South Sydney Rabbitohs lors du dernier match de la phase régulière permet aux Roosters de terminer au premier rang de la ligue. Lors du premier tour de la phase finale, ils s'impose face à Manly-Warringah Sea Eagles, puis face à Newcastle Knights lors finales preliminaires, obtenant ainsi le droit de disputer la Grande finale face à Manly, qui après sa défaite initiale, s'impose face à Cronulla Sharks en demi-finale, puis face à South Sydney Rabbitohs en finales preliminaires. Les Roosters, qui retrouvent Manly-Warringah Sea Eagles en Grand Final, s'imposent 26 à 18 pour remporter le treizième titre de leur histoire. Avec une saison où il joue 24 des 26 rencontres de la phase régulière et les trois matchs des finales, le deuxième ligne des Roosters inscrit huit essais et possède une moyenne de gain de terrain de 109 mètres par match. Il se voit décerner de la médaille Jack Gibson, qui récompense le meilleur joueur des Roosters. Il annonce la signature d'un contrat pour une nouvelle saison avec cette équipe.

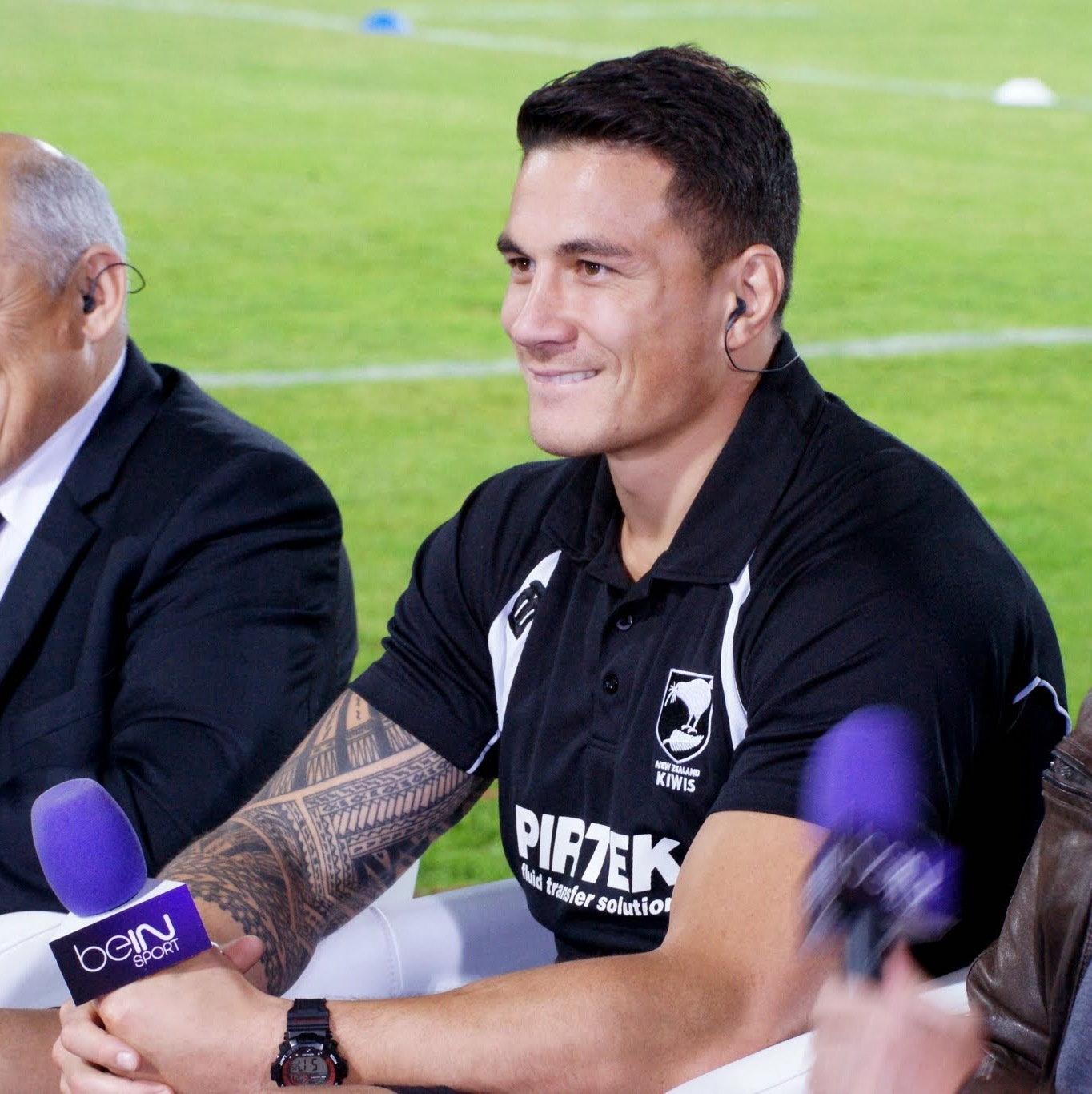
Sonny Bill Williams avec les Kiwis lors de la coupe du monde de rugby à XIII.

Après avoir dans un premier temps annoncé son désir de prendre ses premières vacances depuis 2008, il déclare finalement, quelques heures après l'annonce par Stephen Kearney des 24 joueurs retenus pour défendre les couleurs des Kiwis lors de la coupe du monde, qu'il est prêt à représenter sa nation avec l'ambition de devenir le premier joueur à devenir champion du monde dans les deux codes du rugby à XV et du rugby à XIII. Sonny Bill Williams qui compte alors sept sélections avec les Kiwis, six défaites et un nul, dispute son premier match avec cette sélection depuis cinq ans lors du match face aux Samoa, match remporté 42 à 24. Après avoir été laissé au repos face à la France, il inscrit trois essais lors de la seule première mi-temps face à la Papouasie-Nouvelle-Guinée, rencontre remportée 56 à 10,. Première de sa poule la sélection néo-zélandaise se qualifie pour un quart de finale face à l'Écosse qu'elle remporte sur le score de 40 à 4. Lors de la demi-finale, les Anglais mènent 18 à 14 lorsqu'un placage haut de George Burgess sur Sonny Bill Williams offre une pénalité aux Kiwis. Ces derniers profitent de celle-ci pour inscrire un essai par Shaun Johnson, ce dernier réussissant également la transformation qui permet à son équipe de s'imposer 20 à 18,. Les Kangourous australiens prennent leur revanche face aux Kiwis en s'imposant 34 à 2 après avoir perdu l'édition précédente de 2008 à domicile à Brisbane. Le cinquième et dernier essai australien est réalisé grâce à une interception d'une passe de Sonny Bill Williams à proximité de l'en-but australien.

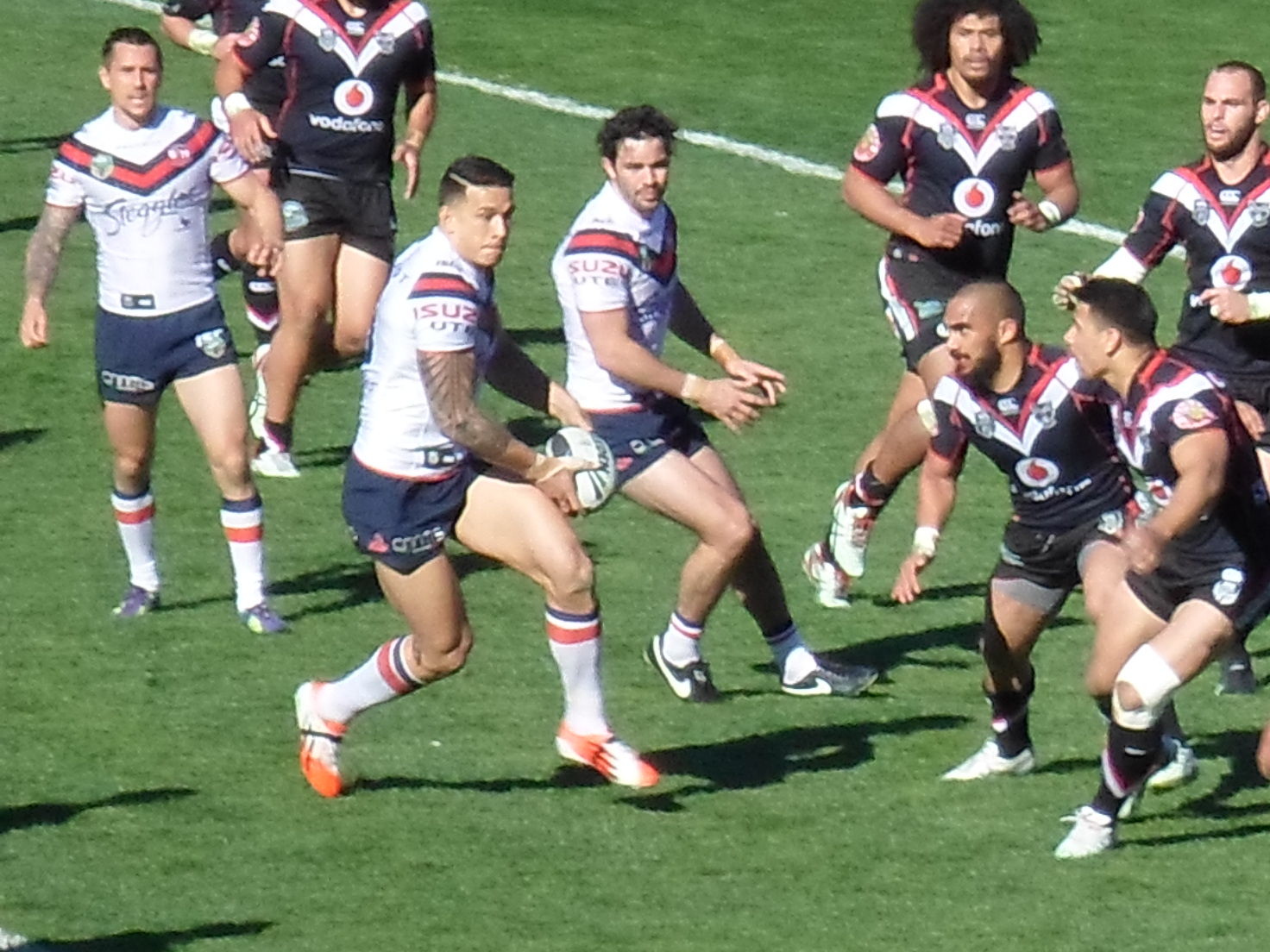
Sonny Bill Williams sous le maillot des Sydney Roosters en NRL.

Sonny Bill Williams commence sa saison suivante de NRL avec les Sydney Roosters par une défaite face à Rabbitohs. Une charge à l'épaule lors de la dernière minute de cette rencontre lui vaut trois matchs de suspension. Il répond aux attentes de son entraîneur en réalisant une grande performance lors de son retour, face à Canterbury-Bankstown Bulldogs. C'est face à ce même club qu'il inscrit ses deux premiers essais de la saison lors d'une victoire 32 à 12. Il inscrit un nouvel essai face à Melbourne Storm, puis est absent durant un mois en raison d'un pouce fracturé. Il fait son retour lors d'une victoire 46 à 12 face aux New Zealand Warriors. Sydney Roosters, premier de la phase régulière, s'incline 19 à 18 face à Penrith Panthers lors des finales de qualification, puis bat North Queensland Cowboys en demi-finale avat d'affronter les South Sydney Rabbitohs en finales préliminaires. Ces derniers s'imposent 32 à 22 et privent les Roosters d'une nouvelle participation à la grande finale. Les statistiques de Sonny Bill Williams sur la saison sont de douze points, trois essais, en 21 rencontres disputées. Ses statistiques en carrière sont alors de 42 essais, 168 points et 118 rencontres disputées.

### Deuxième carrière en rugby à XV
En décembre 2013, il signe un contrat avec la fédération néo-zélandaise pour deux ans, dans le but de disputer la Coupe du monde 2015 en Angleterre. Ce contrat prévoit aussi la possibilité d'intégrer l'équipe néo-zélandaise de rugby à sept lors des Jeux olympiques de 2016 à Rio. Il doit aussi retrouver la franchise des Chiefs en Super 15. Il doit toutefois terminer son contrat avec les Sydney Roosters, club avec lequel il doit jouer en 2014.

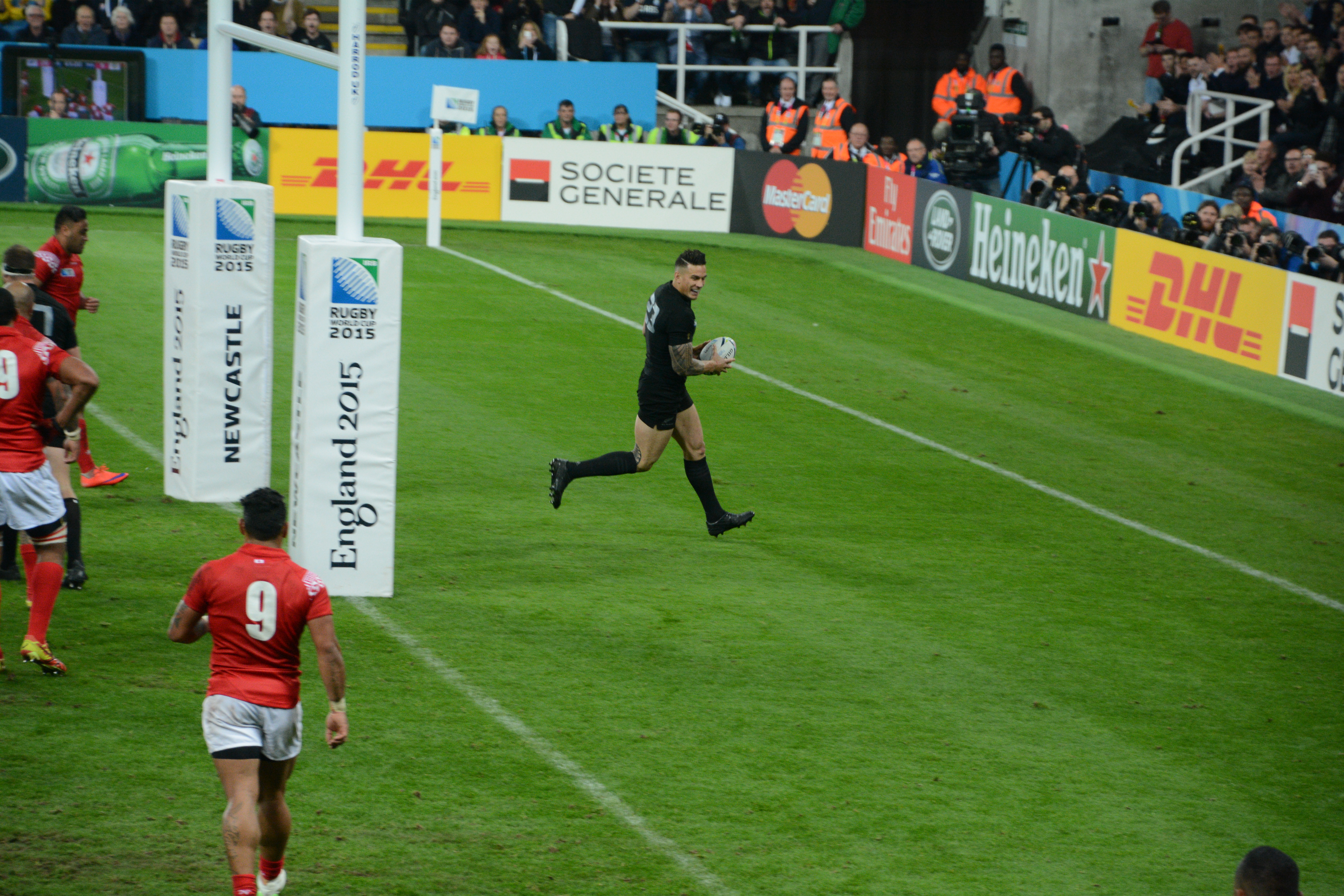
Williams marque un essai contre le Tonga en Coupe du Monde.

Il fait finalement son retour sur les terrains de rugby à XV en octobre 2014 avec Counties Manukau en ITM Cup face à Auckland. Après une dernière sélection datant d'août 2012 face à l'Australie, Sonny Bill Williams fait son retour avec les All Blacks le 1er novembre 2014 contre les États-Unis à Chicago lors d'une rencontre remportée sur le score de 74 à 6, avec douze essais dont deux marqués par Sonny Bill Williams. Il retrouve l'équipe des Chiefs lors de la première journée de la saison 2015 face aux Blues. Lors de son deuxième match, le troisième de sa franchise, il inscrit le premier des quatre essais de son équipe qui s'impose 40 à 16 face aux Crusaders. Blessé au dos à mi-mai, il est absent un mois et rejoue finalement pour la dernière journée de la phase régulière contre les Hurricanes. Troisième de la conférence néo-zélandaise, il dispute avec les Chiefs un barrage face aux Highlanders. Cette dernière franchise, futur vainqueur de la compétition, s'impose 24 à 14. Sur la saison, Sonny Bill Williams dispute onze rencontres de Super 15, toutes en tant que titulaire, inscrivant un essai.
Il figure dans le groupe de 33 joueurs choisi par Steve Hansen pour disputer la coupe du monde. Remplaçant lors du premier match de poule face à l'Argentine, il est titulaire lors des deux matchs suivant, face à la Namibie puis la Géorgie, avant d'inscrire un essai face aux Tonga où il commence la partie sur le banc. Il est également remplaçant lors des trois matchs de la phase finale, où les All Blacks battent successivement la France sur le score fleuve de 62 à 13, l'Afrique du Sud 20 à 18 en demi-finale, puis l'Australie en finale, remportée 34 à 17. Lors de celle-ci, où il entre en jeu à la 40e minute en remplacement de Conrad Smith, il envoie Ma'a Nonu à l'essai deux minutes plus tard par une passe lobée après contact entouré de trois défenseurs. Après la fin de la rencontre, il voit un garçon de sept ans se précipiter sur la pelouse et être plaqué au sol par un stadier. Il intervient, prend l'enfant par les bras, et lui offre sa médaille d'or ; salué pour son geste, il reçoit une nouvelle médaille d'or lors de la cérémonie des World Rugby Awards.

### Carrière en rugby à VII
Sonny Bill Williams rejoint fin 2015 l'équipe de Nouvelle-Zélande de rugby à VII pour disputer les  «  World Rugby Sevens Series ». Son but est de disputer les Jeux olympiques de Rio à l'été 2016. Il dit : « En remontant le temps, tous les meilleurs sportifs ont toujours été des olympiens. Usain Bolt, Muhammad Ali et ainsi de suite. C'est juste une opportunité fantastique de devenir l'un d'entre eux ».
Il intègre l'équipe néo-zélandaise lors de la troisième étape de la saison 2015-2016 du World Rugby Sevens Series, étape disputée à Wellington. Il inscrit un essai lors de son premier match, où il intervient en tant que remplaçant. Malgré deux grosses erreurs de Sonny Bill Williams, la Nouvelle-Zélande remporte la finale 24 à 21 face aux  Blitzboks de l'Afrique du Sud. Il participe ensuite aux épreuves de Sydney, de Hong kong où il est titulaire lors des six matchs et où il inscrit un essai, Singapour, de nouveau six titularisations, Paris et Londres, quatre matchs et un essai. Durant cette saison de World Series, il dispute 31 matchs et inscrit quatre essais.
En mai, il prolonge jusqu'en 2019 le contrat le liant à la Fédération néo-zélandaise. Il est retenu parmi les douze joueurs défendant les couleurs de la Nouvelle-Zélande lors des Jeux olympiques. Peu avant le début du tournoi olympique, la Fédération annonce qu'il figure dans le groupe qui doit jouer le Rugby Championship après son retour des Jeux. Lors du premier match de son équipe dans cette compétition, il se blesse et doit déclarer forfait pour le reste de la compétition, sa blessure étant diagnostiquée comme une rupture partielle du tendon d'Achille.
Le 10 mars 2021, il annonce la fin de sa carrière en rugby, afin de se consacrer pleinement à la boxe,.

### Palmarès en rugby

#### Palmarès en rugby à XV

##### En club
- Finaliste du Challenge européen 2010 contre Cardiff (21-28)
- Vainqueur de la ITM CUP 2011 contre Waikato (12-3)
- Finaliste du Super 15 2011 contre les Reds (13-18)
- Vainqueur du Super 15 2012 contre les Sharks (37-6)

##### En équipe nationale
- Vainqueur de la Coupe du Monde 2011 contre la France (8-7)
- Vainqueur de la Coupe du Monde 2015 contre l'Australie (34-17)
- Vainqueur du The Rugby Championship en 2012, 2017 et 2018.

#### Palmarès en rugby à XIII
- Vainqueur de la National Rugby League 2013 avec les Sydney Roosters
- Vainqueur de la National Rugby League 2004 avec les Canterbury Bulldogs
- Finaliste de la Coupe du Monde 2013

#### Palmarès honorifique
- Élu 5e meilleur centre du Championnat de France en 2009 et 3e en 2010 (rugby à XV)
- Record d'essais (3) inscrits par un remplaçant en Coupe du monde (rugby à XV)
- Meilleur joueur international en rugby à XIII : 2013

### Statistiques en rugby
Sonny Bill Williams compte douze sélections avec les Kiwis, l'équipe néo-zélandaise de rugby à XIII. Il inscrit un total de cinq essais. Il dispute une édition de la Coupe du monde, en 2013 où il joue cinq matchs et inscrit trois essais.

Avec les All Blacks, l'équipe néo-zélandaise de rugby à XV, Sonny Bill Williams dispute 53 rencontres, dont quarante en tant que titulaire, pour un bilan personnel de 60 points, douze essais. Il remporte 48 rencontres et concède quatre défaites et un nul.
Sonny Bill Williams dispute seize rencontres de Tri-nations ou du Rugby Championship, compétition qui lui succède, trois lors du Tri-nations 2011, deux du Rugby Championship 2012, deux lors de l'édition 2015, six en 2017, deux en 2018 et une en 2019.
Il participe à trois éditions de la coupe du monde, obtenant deux titres de champion du monde, lors des éditions de 2011, 2015. Il participe à quatorze rencontres, les sept disputées par les All Blacks en 2011, face aux Tonga, le Japon, la France, le Canada, l'Argentine, l'Australie et de nouveau la France, inscrivant deux essais contre le Japon, un lors du premier match face à la France et un contre le Canada. En 2015, il participe également aux sept rencontres de son équipe, contre l'Argentine, la Namibie, la Géorgie, les Tonga, la France, l'Afrique du Sud et l'Australie, inscrivant un essai contre les Tonga. Il dispute son dernier tournoi lors de la Coupe du monde 2019 au Japon, participant à cinq rencontre contre l'Afrique du Sud, le Canada, l'Irlande, l'Angleterre et le Pays de Galles.

## Carrière en boxe
Le 27 mai 2009, Sonny Bill Williams fait ses débuts en tant que boxeur professionnel, sur le ring de son ami Anthony Mundine, et s'impose face à Garry Gurr par KO au deuxième tour à Brisbane. Le 30 juin 2010, il bat Ryan Hogan dans un match qui se termine par KO après seulement deux minutes et 35 secondes. Williams décrit la préparation de la lutte comme « un bon entraînement hors-saison ». En octobre 2013, Williams révèle qu'il ne se battrait pas à nouveau pendant au moins trois ans en raison de la longueur du temps  entre ses engagements rugbystiques.
Fin 2013, il est privé de son titre de champion de Nouvelle-Zélande des poids lourds faute de l'avoir défendu à temps. Il n'a pas remis sa ceinture en jeu dans le délai imparti de six mois.

### Palmarès en boxe
- Champion poids lourds WBA International (2013)
- Champion de boxe poids lourd de Nouvelle-Zélande (2012)

## Vie privée
Son agent, australien d'origine libanaise Khoder Nasser, compte également parmi ses clients Quade Cooper. Nasser, lecteur assidu du Coran et des biographies de Malcolm X, il « assène ses vérités sur le monde du sport, les sociétés occidentales, le business, avec un aplomb désarmant ». Avant son changement de code de rugby, Sonny Bill Williams se convertit à l'islam en 2008, devenant le premier musulman à devenir un All Black.
En 2017, Sonny Bill Williams, critiqué pour avoir masqué le logo d’une banque au nom de sa religion, est autorisé par  la Fédération néo-zélandaise de rugby à XV (NZR) à porter un maillot des Blues sans sponsor de banques, d’entreprises vendant de l’alcool ou de jeu. La modification de son contrat valide son objection de conscience.
Sonny Bill Williams est marié à Alana Raffie et ils ont une petite fille née le 20 novembre 2014.